# Đặng Văn Thượng
Đặng Văn Thượng (1926-2013) một chính khách Việt Nam, từng giữ chức Chủ tịch Ủy ban nhân dân, Bí thư Tỉnh ủy tỉnh Tây Ninh.

## Sự nghiệp
Ông tên thật là Đặng Văn Khương, về sau còn có bí danh Sáu Thượng, sinh ngày 1 tháng 11 năm 1926 tại xã Đức Hòa Hạ, huyện Đức Hòa, tỉnh Long An.
Từ năm 1944, ông tham gia tổ chức Thanh niên Tiền phong. Khi Cách mạng tháng 8 nổ ra, ông thoát ly gia đình tham gia cách mạng. Tháng 11 năm 1945, gia nhập lực lượng Giải phóng quân liên huyện Bà Điểm - Đức Hòa - Hóc Môn. Tháng 11 năm 1946, ông được kết nạp vào Đảng Cộng sản Đông Dương. Từ năm 1946 đến 1949, ông lần lượt trải qua các chức vụ từ Tiểu đội phó đến Đại đội phó Trung đoàn 308. Từ năm 1950 đến 1954, ông làm Đại đội phó rồi Đại đội trưởng Bộ đội địa phương.
Năm 1954 ông tập kết ra Bắc và được cấp trên cử đi học trường Sĩ quan Lục quân khóa 2. Tuy nhiên, chỉ một năm, ông bị bệnh, phải trở về công tác hành chính tại Sư đoàn 338. Từ năm 1956 đến năm 1959, ông là Trung đội trưởng rồi Đại đội phó, Trung đoàn 660, Sư đoàn 338, sau đó chuyển thành rồi Phó giám đốc Nông trường Xuân Mai - quyền Bí thư Đảng ủy Trung đoàn sản xuất trong đội hình Sư đoàn 338.
Tháng 1 năm 1960, ông trong đội 28 người đầu tiên theo lệnh Chủ tịch Hồ Chí Minh và Đại tướng Võ Nguyên Giáp vượt Trường Sơn vào Nam xây dựng lực lượng chiến đấu.. Sau khi vào Nam, từ tháng 11 năm 1960 đến tháng 11 năm 1970, ông lần lượt giữ các chức vụ Tiểu đoàn trưởng, Chủ nhiệm Chính trị Trung đoàn, rồi sau đó làm Chính ủy Trung đoàn 1, Chủ nhiệm Chính trị Sư đoàn 9, Phó chính ủy Sư đoàn 9, sau đó Chính ủy Sư đoàn 9.
Tháng 12 năm 1970, ông được bổ nhiệm làm Trưởng phòng Tổ chức Cục chính trị Miền. Tháng 3 năm 1971, giữ chức Thường vụ Đảng ủy Quân khu Miền Đông. Năm 1973, ông được chuyển sang làm Bí thư Đảng ủy Trường Sĩ quan Lục quân Tổng hợp miền Nam (sau đổi tên thành trường Sĩ quan Lục quân II và hiện nay đổi tên thành Trường Đại học Nguyễn Huệ).
Sau khi Việt Nam thống nhất, ông được bổ nhiệm làm Chính ủy Ban Chỉ huy Quân sự tỉnh đội thống nhất Phước Long - Thủ Dầu Một rồi về làm Chính ủy Ban chỉ huy quân sự tỉnh Tây Ninh. Ngày 8 tháng 5 năm 1977, ông được phong hàm Đại tá Quân đội nhân dân Việt Nam.
Tháng 6 năm 1977, ông được Chính phủ điều động qua làm công tác quản lý hành chính Nhà nước và được Ban Chấp hành Đảng bộ tỉnh Tây Ninh bầu làm Phó Bí thư Tỉnh ủy và được Hội đồng nhân dân tỉnh bầu làm Chủ tịch Ủy ban nhân dânn tỉnh Tây Ninh. Tháng 2 năm 1983, ông được bầu làm Bí thư Tỉnh ủy Tây Ninh.
Tháng 11 năm 1986, ông được điều động về làm Chuyên gia Cao cấp Văn phòng Hội đồng Bộ trưởng (nay là Văn phòng Chính phủ), sau đó được cử làm đặc phái viên chính phủ, Phó Trưởng ban Thường trực Ban Chỉ đạo Đồng Tháp Mười- Tứ giác Long Xuyên.
Năm 2000, ông nghỉ hưu theo chế độ ở tuổi 73. Sau khi nghỉ hưu, ông về sống cùng với gia đình tại Thành phố Hồ Chí Minh và tham gia nhiều hoạt động xã hội cho đến khi qua đời ngày 23 tháng 10 năm 2013 do tai biến mạch máu não.

## Gia đình
Năm 1952, Ông lập gia đình với bà Kiều Thị Tuyết Thanh (1930-1988). Sau đó Ông tham gia tập kết ra Bắc để vợ và con trai thơ dại (Đặng Hữu Trí-sinh 1953) ở lại quê nhà. Vợ Ông cũng tiếp tục hoạt động cách mạng tại địa phương. Đến năm 1968 Ông kết nối liên lạc để đưa Vợ con vào căn cứ và năm 1969 vợ Ông sinh thêm cho Ông một người con gái (Đặng Thị Thanh Bình). Bà Tuyết Thanh cũng từng tham gia 2 cuộc kháng chiến chống Pháp và Mỹ, cựu Trung úy Quân đội nhân dân Việt Nam.

## Cống hiến
Ông là Bí thư Chi bộ của đoàn 28 người đầu tiên vượt Trường Sơn về miền Nam xây dựng lực lượng chiến đấu. Ông đã phân công cho đồng đội cũng như trực tiếp đi vận động được 500 thanh niên tình nguyện ở Hóc Môn, Củ Chi và các tỉnh Long An, Tây Ninh, Bến Tre, Tiền Giang về chiến khu D huấn luyện quân sự, chính trị để thành lập Tiểu đoàn quân sự chủ lực đầu tiên ở chiến trường Nam bộ, làm nòng cốt quân sự chuẩn bị cho sự ra mắt Mặt trận Dân tộc Giải phóng miền Nam Việt Nam đúng ngày 22 tháng 12 năm 1960.
Năm 1979, Ông là một trong 3 Bí thư Thành/Tỉnh ủy lúc bấy giờ (Ông Võ Văn Kiệt (Sáu Dân), Bí thư Thành ủy Thành phố Hồ Chí Minh và Ông Nguyễn Văn Chính (Chín Cần), Bí thư Tỉnh ủy Long An) đã chủ động cho thực hiện và đề xuất Trung ương xóa bỏ chế độ tem phiếu, cho bù giá vào lương, xóa bỏ ngăn sông cấm chợ... mở màn cho công cuộc đổi mới và cải cách chính sách để phát triển kinh tế ở Việt Nam kể từ năm 1980.
Ông Chín Cần sau này được rút ra Trung ương làm Bộ trưởng Bộ Lương thực rồi làm Phó chủ tịch Hội đồng Bộ trưởng. Còn Ông khi được Ông Võ Văn Kiệt (lúc đang giữ chức Phó Chủ tịch Hội đồng Bộ trưởng) đề nghị ra Trung ương nhận nhiệm vụ Bộ trưởng Bộ Tài nguyên và Môi trường và Ông đã từ chối thẳng với lý do: tôi dốt không làm nổi đâu, anh chọn người khác đi!
Thời gian làm Chủ tịch rồi Bí thư Tỉnh ủy Tây Ninh, ông đã kiên quyết triển khai và trực tiếp chỉ huy thực hiện dự án hồ thủy lợi Dầu Tiếng-Tây Ninh và dự án thủy lợi này đã mang lại hiệu quả rất lớn cho đến ngày nay,. Ông cũng quyết đoán chủ trương xây dựng con đường nhựa đến chân núi Bà Đen và tổ chức rước tượng Bà Đen từ thị xã Tây Ninh đưa lên lại núi Bà (Tây Ninh) để phát triển du lịch tỉnh nhà.
Thời gian làm đặc phái viên Chính phủ - Phó Trưởng ban Thường trực Ban Chỉ đạo Đồng Tháp Mười - Tứ Giác Long Xuyên, ông chỉ huy nhiều dự án xây dựng thủy lợi nhằm khai thác Đồng Tháp Mười, thoát lũ ra biển Tây và điều động dân cư, góp phần vào việc phát triển Kinh tế- Xã hội vùng Đồng Tháp Mười và vùng Tứ giác Long Xuyên. Năm 1989 Ông trực tiếp báo cáo Trung ương để được sự đồng thuận cho phép xuất khẩu 1 triệu tấn gạo cũng như cam kết đảm bảo an ninh lương thực của đất nước và từ đó đến nay nước ta là luôn một trong những nước đứng đầu thế giới về xuất khẩu gạo!

## Tặng thưởng
- Huân chương Độc lập Hạng II (29 tháng 1 năm 1999)
- Huân chương Lao động Hạng I (28 tháng 8 năm 1997)
- Huân chương Kháng chiến chống Pháp hạng II
- Huân chương Kháng chiến chống Mỹ hạng I
- Huân chương Quân công hạng II, III
- Huân chương Chiến công hạng I, II, III
- Huy hiệu 65 năm tuổi Đảng